# 住林寺
住林寺（じゅうりんじ）は、栃木県栃木市にある時宗の寺院。

## 歴史
創建年代は不明である。当初は三論宗の寺院であったが、承久の乱で戦死した小野寺通綱（禅司太郎）の菩提を弔うため、1219年（承久3年）に孫の泰綱によって中興された。
その後、正応年間（1288年 - 1293年）に一遍上人が当寺で法要を営んだのを機に、時宗に転宗した。

## 文化財
- 木造阿弥陀如来坐像（栃木県指定有形文化財 昭和58年2月4日指定）[3]
- 小野寺禅司太郎墓（栃木市指定史跡 昭和47年4月1日指定）[4]

## 交通アクセス
- 佐野藤岡ICより車15分。